# Silvertoner
Silvertoner släpptes i september 1996 och är den svenska sångerskan Sanna Nielsens debutalbum. Albumet och innehåller bland annat hennes debutsingel "Till en fågel", som låg på Svensktoppen 1996  och toppade listan samt melodin "Bilder i mitt album" som låg på Svensktoppen i 6 veckor 22 mars-3 maj 1997.
Det placerade sig som högst på 55:e plats på den svenska albumlistan.
När albumet släpptes i september 1996 jämfördes Sanna Nielsen med Carola Häggkvist och Sissel Kyrkjebø. En recensent ansåg att materialet var svagt och att Nielsens debut kunde ha väntat.

## Låtlista
1. När jag hör honom spela för vinden
2. Mamma häng me' mej ut i kväll
3. Maria Maria
4. Thimmy
5. Till en fågel
6. Bilder i mitt album
7. Teddybjörnen Fredriksson (duett med Lasse Berghagen)
8. En varsam hand
9. Änglafin
10. Leka med vinden
11. Mötet
12. Har jag chansen på dej
13. Kära dagbok
14. Viva, Fernando Garcia
15. En gång när jag blir stor

## Medverkande
- Sanna Nielsen - sång
- Lasse Wellander - gitarr
- Rutger Gunnarsson - bas
- Lasse Persson - trummor
- Peter Ljung - keyboards
- Kjell Öhman - dragspel

## Listplaceringar
| Lista (1996) | Topplacering |
| ------------ | ------------ |
| Sverige      | 55 .         |